# Departamento (subdivisão do país)
Na terminologia de geografia política e historiografia um departamento nacional (em francês:  département) é uma divisão política administrativa de um país estabelecido pelo conhecedor (normalmente legislatura) autoridade do governo que mantém o poder soberano do território.
Departamentos são aproximadamente equivalente a um estado, província ou concelho (uma vez que cada um é estabelecido pela autonomia, o tamanho e as definições variam consideravelmente de um país para outro), e pode existir com ou sem uma assembleia representativa subnacional e chefe executivo dependendo da estrutura constitucional dos países.

## Países usando departamentos
| - Argentina - Benin - Bolívia - Burkina Faso - Camarões - Colômbia - Congo | - Costa do Marfim - El Salvador - França - Gabão - Guatemala - Haiti - Honduras | - Nicarágua - Níger - Paraguai - Senegal - Uruguai - EUA (histórico, para o Alasca) |

## Estados extintos usando departamentos
| - República Cisalpina - Império Francês - Grã-Colômbia - Reino da Itália (napoleônica) - República Italiana (napoleônica) - Ducado de Varsóvia - Reino de Westphalia |